# Lookalikes
Lookalikes is een Vlaams televisieprogramma dat in 2015 werd uitgezonden op 2BE.
In het programma spelen BV'ers lookalikes, mensen die op bekende Vlamingen lijken, een rol als zichzelf. Zij worden bezocht door Piet De Praitere.
Het programma werd geproduceerd door het productiehuis BroekToe voor 2Be. Er werd een seizoen uitgezonden in 2015 met zeven afleveringen, de laatste aflevering was een compilatieprogramma met de hoogtepunten van de zes eerste afleveringen.
In het programma speelden de volgende personen als dubbelganger van zichzelf: 
- Aflevering 1: Bart De Wever (als dierenverzorger Edwin Deschutter in de Antwerpse Zoo) en Koen Crucke (als Gentse pornoproducent Ronny Struyf)
- Aflevering 2: Willy Sommers (als hartchirurg Ricus Janseghers), Vincent Van Quickenborne (als vuilnisman Geoffry Neirinck), Niels Albert (als waterbeddenverkoper en drugbaron Kurt Rigolle) en Slongs Dievanongs (als stewardess in opleiding Katrien Rypers)
- Aflevering 3: Saartje Vandendriessche (als huismoeder Els Op de Beeck), Jo Vally (als rockartiest Dominick Willaert), Herman Brusselmans (als dokter Eugène Stockman) en Joke Schauvliege (als bedrijfsleidster Christel Dequinnemaere).
- Aflevering 4: Birgit Van Mol (als paranormaal medium Vivienne), Lieven Van Gils (als frietkraamuitbater en lottowinnaar Mario), Jean-Marie Dedecker (als zeer gelovige Wilfried) en Marcel Vanthilt (als gepensioneerde Ignace).
- Aflevering 5: Johan Vande Lanotte (als dichter Jan-Bart), Wim De Vilder (als survivalexpert Emmanuel), Hanne Troonbeeckx (als beenhouweres Nancy) en Evi Hanssen (als prostituee Cindy).
- Aflevering 6: Rani De Coninck (als transgender Karolien), Dany Verstraeten (als agressieve Thierry), Véronique De Kock (als comapatiënte Barbara Vackier) en Paul Jambers (als gevangene Francis Durnez).